# Cresbard (Dakota del Sur)
Cresbard es un pueblo ubicado en el condado de Faulk en el estado estadounidense de Dakota del Sur. En el Censo de 2010 tenía una población de 104 habitantes y una densidad poblacional de 96,06 personas por km².

## Geografía
Cresbard se encuentra ubicado en las coordenadas 45°10′10″N 98°56′52″O / 45.16944, -98.94778. Según la Oficina del Censo de los Estados Unidos, Cresbard tiene una superficie total de 1.08 km², de la cual 1.07 km² corresponden a tierra firme y (0.72%) 0.01 km² es agua.

## Demografía
Según el censo de 2010, había 104 personas residiendo en Cresbard. La densidad de población era de 96,06 hab./km². De los 104 habitantes, Cresbard estaba compuesto por el 100% blancos, el 0% eran afroamericanos, el 0% eran amerindios, el 0% eran asiáticos, el 0% eran isleños del Pacífico, el 0% eran de otras razas y el 0% pertenecían a dos o más razas. Del total de la población el 0% eran hispanos o latinos de cualquier raza.